# Hideki Fujii
Pour les articles homonymes, voir Fujii.
Hideki Fujii (藤井 秀樹, Fujii Hideki), né en 1934 et mort le 3 mai 2010, est un photographe japonais.
Fujii est lauréat de l'édition 1985 du prix de la Société de photographie du Japon dans la catégorie « prix annuel ».
Il est l'auteur du livre Karada Kesho, avec l'artiste maquilleur Teruko Kobayashi.